# Sternarchella
Sternarchella is een geslacht van straalvinnige vissen uit de familie van de staartvinmesalen (Apteronotidae).

## Soorten
- Sternarchella calhamazon Lundberg, Coz Fernandes, Campos da Paz & Sullivan, 2013
- Sternarchella duccis (Lundberg, Cox Fernandes & Albert, 1996)
- Sternarchella orinoco Mago-Leccia, 1994
- Sternarchella orthos Mago-Leccia, 1994
- Sternarchella patriciae Evans, Crampton & Albert, 2017
- Sternarchella raptor (Lundberg, Cox Fernandes & Albert, 1996)
- Sternarchella rex Evans, Crampton & Albert, 2017
- Sternarchella schotti (Steindachner, 1868)
- Sternarchella sima Starks, 1913